# Freischbach (Wellbach)
Der Freischbach ist ein Bach des Pfälzerwaldes und ein rechter Zufluss des Wellbachs in Rheinland-Pfalz. Er gehört mit 5,7 Kilometern Länge zusammen mit dem gleich langen Kaltenbach zu dessen beiden längsten Zuflüssen.

## Geographie

### Verlauf
Der Freischbach entspringt im Westen der Gemarkung der Ortsgemeinde Wilgartswiesen und verläuft durchgängig innerhalb der Frankenweide. Zunächst fließt er in östlicher Richtung. Dann passiert er nacheinander die Nordflanken des Kleinen sowie des Großen Breitenbergs. Anschließend führt er entlang der Nordflanke des Göckelberg und ändert dabei seine Fließrichtung nach Nordost. Auf seinem Unterlauf überschreitet er die Grenze zur Ortsgemeinde Rinnthal und damit zugleich des Landkreises Südwestpfalz zum Landkreis Südliche Weinstraße. Rund einen Kilometer weiter mündet er von rechts in den Wellbach.

### Zuflüsse
Von der Quelle zur Mündung.
- (Bach am Staufekopf) (links), 0,7 km, 0,65 km²
- Breiteneckbach (links), 0,9 km, 0,73 km²
- (Bach vom Langeck) (links), 0,9 km, 0,56 km²
- (Bach aus dem Hahnental) (links), 0,4 km, 0,50 km²
- Waldbach (links), 0,4 km, 0,21 km²
- (Abfluss der Niederstalquelle) (links), 0,5 km, 0,55 km²

## Tourismus
In seinem Mittellauf folgt dem Bach für rund einen Kilometer ein Wanderweg, der mit einem blauen Kreuz markiert ist und in seinem Unterlauf ein mit einem gelb-roten Balken gekennzeichneter Wanderweg.